# Laura Michelle Kelly
Laura Michelle Kelly (Totton and Eling, 4 marzo 1981) è un'attrice e cantante britannica.
Ha ottenuto il successo sulle scene londinesi con il musical Mary Poppins, nel quale interpreta il personaggio omonimo e per il quale nel 2005 è stata insignita con un Laurence Olivier Award per migliore attrice di musical. Successivamente ha pubblicato un album dal titolo The Storm Inside, ancora non disponibile in Italia. Nel 2007 ha fatto parte del cast del film musicale Sweeney Todd - Il diabolico barbiere di Fleet Street di Tim Burton nel ruolo di Lucy Barker.

## Filmografia

### Cinema
- Sweeney Todd - Il diabolico barbiere di Fleet Street (Sweeney Todd: The Demon Barber of Fleet Street), regia di Tim Burton (2007)
- Goddess, regia di Mark Lamprell (2013)

### Televisione
- Miss Marple (Agatha Christie's Marple) - serie TV, episodio 3x04 (2007)